# Högnordisk fältmätare
Högnordisk fältmätare (Entephria polata) är en fjärilsart som beskrevs av Philogène Auguste Joseph Duponchel 1830. Högnordisk fältmätare ingår i släktet Entephria och familjen mätare, Geometridae. Arten är reproducerande i Sverige. Tre underarter finns listade i Catalogue of Life, Entephria polata aleutiata Munroe, 1951, Entephria polata bradorata Munroe, 1951, Entephria polata kidluitata Munroe, 1951, Entephria polata occata Püngeler, 1904, Entephria polata punctipes Curtis 1835, (egen art enligt Dyntaxa), Entephria polata tundraeata Poppeus, 1906 och Entephria polata ursata Munroe, 1951.

## Bildgalleri

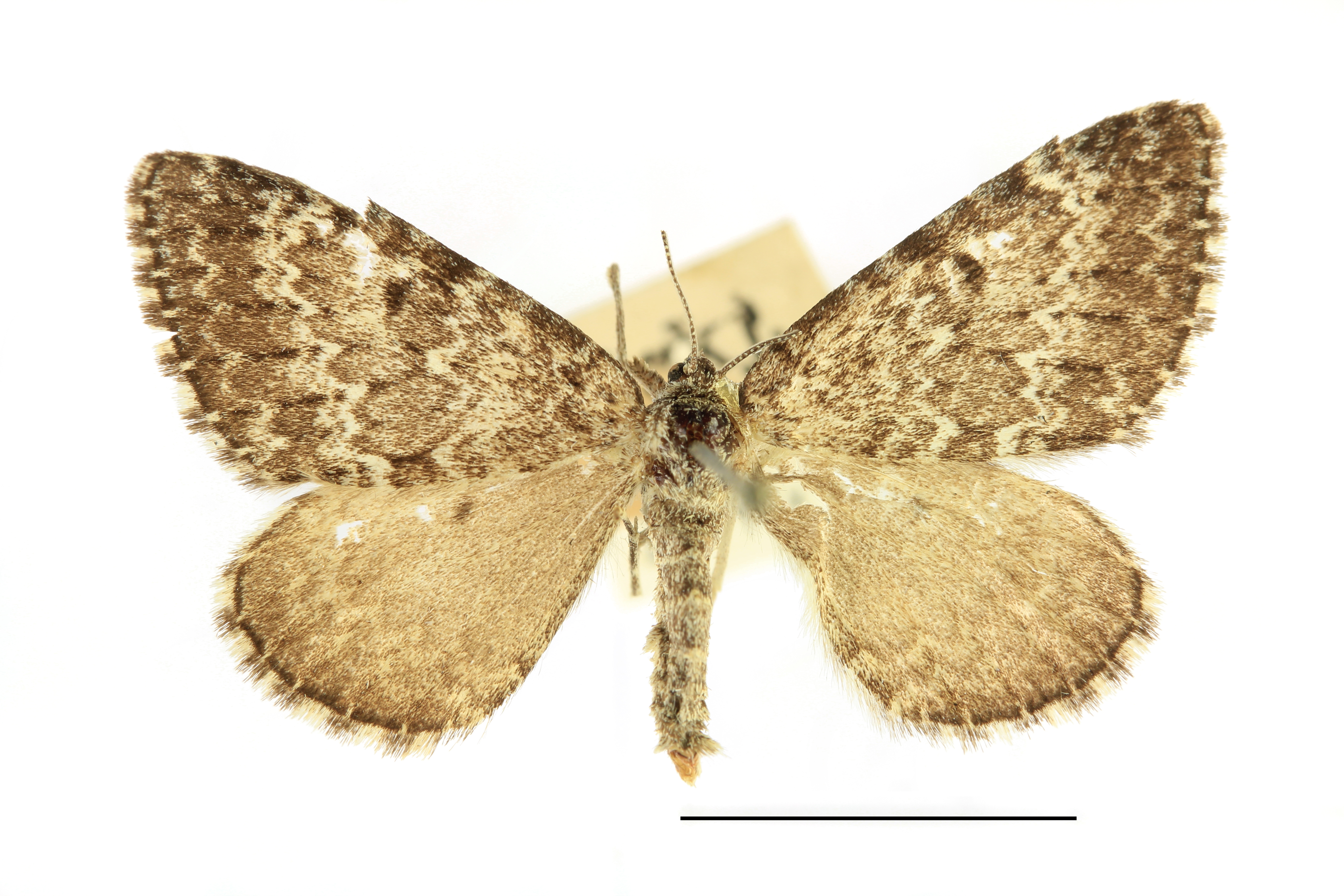
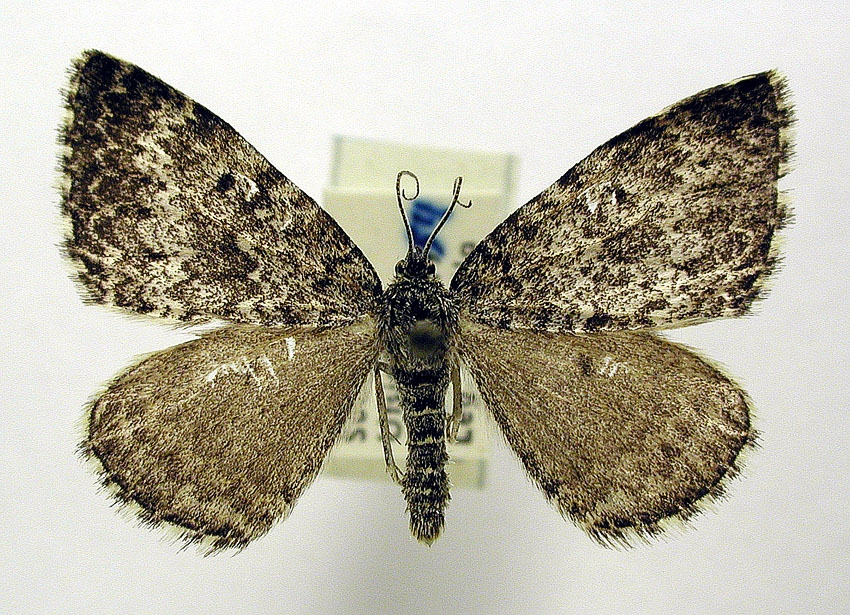